# Siêu cúp bóng đá châu Âu 2016
Siêu cúp bóng đá châu Âu 2016 là trận thứ 41 của Siêu cúp châu Âu, một trận đấu bóng đá thường niên do UEFA tổ chức và tranh tài giữa các nhà đương kim vô địch của hai giải đấu cấp câu lạc bộ chính ở châu Âu là UEFA Champions League và UEFA Europa League. Trận đấu có sự góp mặt của Real Madrid, đội vô địch UEFA Champions League 2015–16 và Sevilla, đội vô địch UEFA Europa League 2015–16. Đó là trận tái đấu của Siêu cúp bóng đá châu Âu 2014, đội đã giành chiến thắng 2–0 trước Real Madrid.
Trận đấu được diễn ra tại Lerkendal Stadion ở Trondheim, Na Uy, vào ngày 9 tháng 8 năm 2016. Real Madrid thắng trận 3–2 sau hiệp phụ để giành danh hiệu Siêu cúp châu Âu lần thứ ba.

## Sân vận động
Sân vận động Lerkendal được công bố là địa điểm tổ chức Siêu cúp tại cuộc họp của Ủy ban điều hành UEFA ở Nyon, Thụy Sĩ, vào ngày 18 tháng 9 năm 2014. Đây là trận chung kết UEFA đầu tiên được tổ chức tại Na Uy.
Lerkendal Stadion mở cửa như một sân vận động đa năng vào ngày 10 tháng 8 năm 1947, là sân vận động bóng đá và điền kinh chính ở Trondheim. Đây là sân nhà của Rosenborg BK. Sân vận động có sức chứa 21.166 khán giả, trở thành sân vận động bóng đá lớn thứ hai ở Na Uy.

## Các đội tham gia
| Đội         | Tư cách tham gia                      | Đã tham gia trước đó (in đậm biểu thị năm vô địch) |
| ----------- | ------------------------------------- | -------------------------------------------------- |
| Real Madrid | Vô địch UEFA Champions League 2015–16 | 1998, 2000, 2002, 2014                             |
| Sevilla     | Vô địch UEFA Europa League 2015–16    | 2006, 2007, 2014, 2015                             |

## Trận đấu

### Tóm tắt
Các cầu thủ Real Madrid đá chính ở trận chung kết Champions League 2016 là Toni Kroos, Gareth Bale và Cristiano Ronaldo đã bỏ lỡ trận đấu vì chấn thương. Phút 21, Marco Asensio ghi bàn mở tỷ số cho Real Madrid bằng một cú sút từ cự ly 25m đi vào góc trên bên trái của lưới. Franco Vázquez có bàn gỡ hòa ở phút 41 khi anh ghi bàn bằng một cú sút chân trái tầm thấp ngay trong vòng cấm. Sevilla được hưởng quả phạt đền ở phút 72 khi Sergio Ramos bị cho là đã phạm lỗi với Vitolo bằng cách dùng chân bật ngược trong vòng cấm. Yevhen Konoplyanka ghi bàn từ quả phạt đền bằng một cú sút chìm về bên trái khiến thủ môn đi chệch cột dọc. Ở phút thứ 93, Sergio Ramos ghi bàn bằng cú đánh đầu miễn phí từ cự ly 2m sau đường chuyền của Lucas Vázquez bên cánh phải. Bốn phút của hiệp phụ, Timothée Kolodziejczak bị đuổi khỏi sân vì thẻ vàng thứ hai sau pha phạm lỗi với Lucas Vázquez. Sergio Ramos sau đó cúi thấp người để ghi bàn thắng thứ hai nhưng bàn thắng đã bị từ chối do kéo hậu vệ Adil Rami của Sevilla. Phút 119, Dani Carvajal xâm nhập vòng cấm sau một pha chạy dài bên cánh phải và ghi bàn khi dùng má ngoài chân phải vượt qua thủ môn.

### Chi tiết
Đội vô địch Champions League được chỉ định là đội "chủ nhà" vì mục đích hành chính.
| Real Madrid                                 | 3-2 (s.h.p.) | Sevilla                                 |
| ------------------------------------------- | ------------ | --------------------------------------- |
| - Asensio 21' - Ramos 90+3' - Carvajal 119' | Chi tiết     | - Vázquez 41' - Konoplyanka 72' (ph.đ.) |

1. ↑  UEFA.com. "Real Madrid vs Sevilla | UEFA Super Cup 2016 Final". UEFA.com (bằng tiếng Anh). Truy cập ngày 21 tháng 7 năm 2024.